# Ministerstvo investic, regionálního rozvoje a informatizace Slovenské republiky
Ministerstvo investic, regionálního rozvoje a informatizace Slovenské republiky (zkratka MIRRI SR) je slovenské ministerstvo, zřízené k 1. červenci 2020 novelou 134/2020 Z. z. kompetenčního zákona, přijatou 14. května 2020 během vlády Igora Matoviče. Nahradilo bývalý Úřad místopředsedy vlády pro investice a informatizaci, přičemž přebírá i oblast regionálního rozvoje, která dříve spadala pod Ministerstvo zemědělství, jakož i některé kompetence, které dříve spadaly pod Ministerstvo financí, nebo Úřad vlády. Současným ministrem tohoto ministerstva je Samuel Migaľ, kterého do funkce 19. března 2025 jmenoval prezident Peter Pellegrini.

## Vedení

### Úřad místopředsedy vlády pro investice (a informatizaci)
- Ľubomír Vážny, SMER-SD, 2012–2016
- Peter Pellegrini, SMER-SD, 2016–2018
- Richard Raši, SMER-SD, 2018–2020
- Veronika Remišová, ZA ĽUDÍ, 2020

### Ministerstvo investic, regionálního rozvoje a informatizace
- Veronika Remišová, ZA ĽUDÍ, 2020–2023
- Peter Balík, nestraník, 2023
- Richard Raši, HLAS-SD, 2023–2025
- Samuel Migaľ, nestr. za SMER-SD, od 2025